# Angelica scabrida
Angelica scabrida là một loài thực vật có hoa trong họ Hoa tán. Loài này được Clokey & Mathias mô tả khoa học đầu tiên năm 1938.